# 1730年代
1730年代（せんななひゃくさんじゅうねんだい）は、西暦（グレゴリオ暦）1730年から1739年までの10年間を指す十年紀。

## できごと

### 1732年
- 西蔵と青海の境界を設定。雍正のチベット分割の完成。
- ヴィルヘルム1世、プロイセン王国に徴兵制度を導入。

### 1733年
- ジョン・ケイ、飛び杼を発明。
- 5月28日 - 初の両国川開き。
- ポーランド継承戦争が勃発（-1735年）。

### 1735年
- 清の雍正帝が死去し、乾隆帝が即位する。

### 1736年
- J.S.バッハ、ザクセンの宮廷音楽家に任命される。
- ナーディル・シャー、サファヴィー朝を滅ぼしアフシャール朝を起こす。
- 6月7日（享保21年4月28日） - 日本、改元して元文元年。

### 1739年
- ジェンキンスの耳の戦争勃発。